# Kommando Feldjäger der Bundeswehr
Das Kommando Feldjäger der Bundeswehr (KdoFJgBw) ist ein dem Unterstützungsbereich unterstelltes Kommando, welches die Feldjägertruppe der Bundeswehr und das Wachbataillon beim Bundesministerium der Verteidigung führt.

## Geschichte
Das Kommando wurde am 20. Februar 2013 in der Scharnhorst-Kaserne in Hannover-Bothfeld aufgestellt.
Es konzentriert die fachlichen Zuständigkeiten des Feldjägerwesens, übernimmt die militärpolizeilichen Aufgaben im In- und Ausland und stellt deutsche Beiträge an multinationale Militärpolizeiaufgaben bei Übungen und im Auslandseinsatz sicher.
Mit der Aufstellung des Unterstützungskommandos der Bundeswehr zum 1. Oktober 2024 wird das Kommando Feldjäger mittelfristig diesem unterstellt. Im Rahmen dieser Umstrukturierung wurde am 1. Oktober 2024 bereits das Wachbataillon beim Bundesministerium der Verteidigung dem Kommando unterstellt, sodass es nicht mehr ausschließlich militärpolizeiliche Aufgaben erfüllt.

## Gliederung
Das Kommando wird vom Kommandeur des Kommandos Feldjäger der Bundeswehr im Range eines Brigadegenerals geführt. Ihm obliegt gleichzeitig, als Feldjägerführer der Bundeswehr/Provost Marshal, die Aufgabe, Feldjägereinsätze in Deutschland zu führen, die Truppengestellung für Auslandseinsätze sicherzustellen sowie die politische Leitung und militärische Führung in allen militärpolizeilichen Fragen zu beraten. Sein Stellvertreter ist zugleich Chef des Stabes. Neben den Organisationselementen Rechtsberater, Controlling, Zentrale Aufgaben und dem Stabsquartier besteht das Kommando aus den Abteilungen Einsatz, Grundlagen/Weiterentwicklung und Führung.

## Kommandeure
| Kommandeur und Feldjägerführer Bundeswehr | Kommandeur und Feldjägerführer Bundeswehr | Kommandeur und Feldjägerführer Bundeswehr | Kommandeur und Feldjägerführer Bundeswehr |
| Nr.                                       | Name                                      | Beginn der Amtszeit                       | Ende der Amtszeit                         |
| ----------------------------------------- | ----------------------------------------- | ----------------------------------------- | ----------------------------------------- |
| 1                                         | Brigadegeneral Udo Schnittker             | 20. Februar 2013                          | 12. Juni 2019                             |
| 2                                         | Brigadegeneral Ulf Häussler               | 12. Juni 2019                             | 11. Oktober 2022                          |
| 3                                         | Brigadegeneral Sandro Wiesner             | 11. Oktober 2022                          |                                           |

## Unterstellte Verbände und Einheiten
Im Rahmen der Neuordnung der Streitkräfte wurde auch die Feldjägertruppe neu geordnet. Von der früheren Gliederung in Bataillone wurde zugunsten einer Regimentsgliederung abgerückt. Die Umgliederung fand am 26. September 2013 im Rahmen eines feierlichen Appells am Sitz des Kommandos Feldjäger der Bundeswehr in Hannover statt.
- Schule für Feldjäger und Stabsdienst der Bundeswehr, Hannover [8]

- Feldjägerregiment 1, Berlin [9]
  - 1./FJgRgt 1 – Berlin (Stabs- und Versorgungskompanie)
  - 2./FJgRgt 1 – Berlin (Dienstkommando am Bundesministerium der Verteidigung)
  - 3./FJgRgt 1 – Berlin (Feldjägerdienstkommando)
  - 4./FJgRgt 1 – Eckernförde (Feldjägerdienstkommando)
  - 5./FJgRgt 1 – Neubrandenburg (Feldjägerdienstkommando)
  - 6./FJgRgt 1 – Hamburg (Feldjägerdienstkommando)
  - 7./FJgRgt 1 – Storkow (Feldjägerdienstkommando)
  - 8./FJgRgt 1 – Burg (Feldjägerdienstkommando)
  - 9./FJgRgt 1 – Leipzig (Feldjägerdienstkommando)
  - 13./FJgRgt 1 – Berlin (Personenschutz und Ehreneskorte)[10]
  - 14./FJgRgt 1 - Rudninkai (LTU) (Feldjägerdienstkommando)
  - sowie drei Ergänzungstruppenteile (10./, 11./ und 12./)
- Feldjägerregiment 2, Hilden [11]
  - 1./FJgRgt 2 – Hilden (Stabs- und Versorgungskompanie)
  - 2./FJgRgt 2 – Munster (Feldjägerdienstkommando)
  - 3./FJgRgt 2 – Hannover (Feldjägerdienstkommando)
  - 4./FJgRgt 2 – Wilhelmshaven (Feldjägerdienstkommando)
  - 5./FJgRgt 2 – Augustdorf (Feldjägerdienstkommando)
  - 6./FJgRgt 2 – Bonn/Siegburg (Feldjägerdienstkommando und Ehreneskorte)
  - 7./FJgRgt 2 – Hilden (Feldjägerdienstkommando)
  - 8./FJgRgt 2 – Mainz (Feldjägerdienstkommando)
  - 9./FJgRgt 2 – Fritzlar (Feldjägerdienstkommando)
  - 13./FJgRgt 2 - Merzig (Feldjägerdienstkommando)
  - sowie drei Ergänzungstruppenteile (10./, 11./ und 12./)
- Feldjägerregiment 3, München [12]
  - 1./FJgRgt 3 – München (Stabs- und Versorgungskompanie)
  - 2./FJgRgt 3 – Stetten am kalten Markt (Feldjägerdienstkommando mit Einsatzkompanie)
  - 3./FJgRgt 3 – München (Feldjägerdienstkommando)
  - 4./FJgRgt 3 – Erfurt (Feldjägerdienstkommando)
  - 5./FJgRgt 3 – Veitshöchheim (Feldjägerdienstkommando)
  - 6./FJgRgt 3 – Bruchsal (Feldjägerdienstkommando)
  - 7./FJgRgt 3 – Ulm (Feldjägerdienstkommando)
  - 8./FJgRgt 3 – Roding (Feldjägerdienstkommando)
  - 9./FJgRgt 3 – Roth (Feldjägerdienstkommando)
  - 13./FJgRgt 3 - Altenstadt (Feldjägerdienstkommando)
  - sowie drei Ergänzungstruppenteile (10./, 11./ und 12./)
- Wachbataillon beim Bundesministerium der Verteidigung, Berlin[13]
  - 1./WachBtl – Berlin (Stabs- und Versorgungskompanie)
  - 2./WachBtl – Berlin (Protokollkompanie)
  - 3./WachBtl – Berlin (Protokollkompanie)
  - 4./WachBtl – Berlin (Protokollkompanie Marine)
  - 5./WachBtl – Berlin (Protokollkompanie Luftwaffe)
  - 6./WachBtl – Berlin (Sicherungskompanie)
  - 7./WachBtl – Berlin (Ausbildungskompanie)
  - sowie zwei Ergänzungstruppenteile (8./ und 9./)

International findet zudem eine Zusammenarbeit mit dem NATO Military Police Centre of Excellence in Bydgoszcz (Polen) statt.